# I Love Melvin
I Love Melvin (prt: Gosto do Rapaz; bra: É Deste que Eu Gosto) é um filme americano de comédia musical de 1953, dirigido por Don Weis, estrelado por Donald O'Connor e Debbie Reynolds.

## Elenco
- Donald O'Connor como Melvin Hoover
- Debbie Reynolds como Judy Schneider aka Judy LeRoy
- Una Merkel como a mãe Schneider
- Richard Anderson como Harry Flack
- Allyn Joslyn como Frank Schneider
- Les Tremayne como Sr. Henneman
- Noreen Corcoran como Clarabelle Schneider
- Jim Backus como Mergo
- Barbara Ruick como guia do estúdio
- Robert Taylor como ele mesmo

## Música
Letras de Mack Gordon e música de Josef Myrow:
1. "Lady Loves" (Debbie Reynolds)
2. "We Have Never Met as Yet" (Debbie Reynolds e Donald O'Connor)
3. "Saturday Afternoon Before the Game" (coro)
4. "Where Did You Learn to Dance" (Debbie Reynolds e Donald O'Connor)
5. "I Wanna Wander" (Donald O'Connor)
6. "Life Has Its Funny Ups and Downs" (Noreen Corcoran)